# Козма Халкидонски
Свети Козма, епископ Халкидонски је хришћански светитељ, епископ халкидонски (815-820), учесник борбе за поштовање икона, против јереси иконоборства.
Свети Козма и његов сапутник Свети Авксентије, живели су током 9. века, у Цариграду, у време када су иконоборци прогонили православне хришћане. Свети Козма је још у младости ступио у манастир и примио монашки постриг. Касније је посвећен за епископа халкидонског и ревносно је бранио православну веру од јеретика иконобораца. Свети Авксентије је помогао светитељу у овој борби.
Иконоборци су на много начина настојали да светитеља придобију на своју страну, али је он остао веран православљу до самог краја. Свети Козма није послушао указ цара Лава Јерменина (813-820) којим је наређено да се свете иконе уклоне из храмова. Због тога је протеран са своје епархије и прогнан у тамницу.
Када се светитељ вратио из изгнанства, он и свети Авксентије наставили су да бране поштовање светих икона. По завршетку гоњења, Свети Козма је био слаб телом, али је остао јак духом. Свети Козма и Свети Авксентије су до краја живота непоколебљиво сачували православну веру.
Православна црква прославља светог Козму 18. априла, заједно са светим Авксентијем.